# William McLachlan
William McLachlan ist ein ehemaliger kanadischer Eiskunstläufer, der im Eistanz startete.

## Karriere
Zunächst war seine Eistanzpartnerin Geraldine Fenton. Mit ihr nahm er von 1957 bis 1959 an Weltmeisterschaften teil und gewann immer eine Medaille. 1957 und 1958 wurden sie Vize-Weltmeister hinter den Briten June Markham und Courtney Jones und 1959 gewannen sie die Bronzemedaille. Ab 1960 wurde Virginia Thompson seine Eistanzpartnerin. Auch mit ihr gewann er bei allen Weltmeisterschaften, an denen er teilnahm, eine Medaille. 1960 wurden McLachlan und Thompson Vize-Weltmeister hinter Doreen Denny und Courtney Jones und 1962 gewannen sie die Bronzemedaille.

## Ergebnisse

### Eistanz
(mit Geraldine Fenton)
| Wettbewerb / Jahr          | 1954 | 1956 | 1957 | 1958 | 1959 |
| -------------------------- | ---- | ---- | ---- | ---- | ---- |
| Weltmeisterschaften        |      |      | 2.   | 2.   | 3.   |
| Kanadische Meisterschaften | 2.   | 2.   | 1.   | 1.   | 1.   |

(mit Virginia Thompson)
| Wettbewerb / Jahr          | 1960 | 1961 | 1962 |
| -------------------------- | ---- | ---- | ---- |
| Weltmeisterschaften        | 2.   |      | 3.   |
| Kanadische Meisterschaften | 1.   | 1.   | 1.   |